# Teloglabrus vumbensis
Teloglabrus vumbensis är en tvåvingeart som beskrevs av Feijen 1983. Teloglabrus vumbensis ingår i släktet Teloglabrus och familjen Diopsidae.
Artens utbredningsområde är Zimbabwe. Inga underarter finns listade i Catalogue of Life.